# 中国船舶重工股份
中国船舶重工股份有限公司（上交所：601989）是中国船舶重工集团公司最重要的子公司，证券简称中国重工，它成立于2008年3月19日，主要经营船舶方面业务，它的最大的股东为中国船舶重工集团公司。

## 简介
2008年3月18日，中国船舶重工集团公司、鞍山钢铁集团公司、中国航天科技集团公司作为发起人在中华人民共和国国家工商行政管理总局登记注册，以发起设立方式成立了中国船舶重工股份有限公司。
中国船舶重工股份有限公司拥有中华人民共和国全国30个军工船舶类科研院所中的28个，在导航、通讯、水声、光学、船舶电子、新材料等多个专业学科在中华人民共和国国内位于顶尖水平。
2025年8月，中国重工宣布将被中国船舶吸收合并，相关收购事项已通过上海证券交易所并购重组审核委员会审核。完成收购后，中国重工的法人主体资格将注销。

## 子公司
| 公司名                           | 重要成就或产品                                 |
| -------------------------------- | ---------------------------------------------- |
| 大连船舶重工集团有限公司         | 济南号导弹驱逐舰、长城号散装货船、德尔瓦号油船 |
| 渤海船舶重工有限责任公司         |                                                |
| 武昌船舶重工有限责任公司         |                                                |
| 青岛北海船舶重工有限责任公司     |                                                |
| 山海关船舶重工有限责任公司       |                                                |
| 大连船用柴油机有限公司           |                                                |
| 宜昌船舶柴油机有限公司           |                                                |
| 河南柴油机重工有限责任公司       |                                                |
| 陕西柴油机重工有限公司           |                                                |
| 武汉船用机械有限责任公司         |                                                |
| 武汉重工铸锻有限责任公司         |                                                |
| 大连船用推进器有限公司           |                                                |
| 大连船用阀门有限公司             |                                                |
| 山西平阳重工机械有限责任公司     |                                                |
| 中船重工中南装备有限责任公司     |                                                |
| 宜昌江峡船用机械有限责任公司     |                                                |
| 重庆长征重工有限责任公司         |                                                |
| 重庆齿轮箱有限责任公司           |                                                |
| 重庆红江机械有限公司             |                                                |
| 重庆跃进机械厂有限公司           |                                                |
| 重庆江增船舶重工有限公司         |                                                |
| 重庆衡山机械有限责任公司         |                                                |
| 中船重工船舶设计研究中心有限公司 |                                                |
| 天津七所高科技有限公司           |                                                |
| 天津七所精密机电技术有限公司     |                                                |
| 九江七所精密机电科技有限公司     |                                                |
| 上海齐耀系统工程有限公司         |                                                |
| 上海齐耀发动机有限公司           |                                                |
| 上海齐耀螺杆机械有限公司         |                                                |
| 中船重工柴油机动力有限公司       |                                                |
| 连云港杰瑞电子有限公司           |                                                |
| 青岛杰瑞自动化有限公司           |                                                |
| 连云港杰瑞模具技术有限公司       |                                                |
| 厦门双瑞船舶涂料有限公司         |                                                |
| 青岛双瑞海洋环境工程有限公司     |                                                |
| 洛阳七维防腐工程材料有限公司     |                                                |
| 洛阳双瑞橡塑科技有限公司         |                                                |
| 洛阳双瑞达特铜有限公司           |                                                |
| 厦门翔瑞科技投资有限公司         |                                                |